# 海鞘纲
海鞘（学名：Ascidiacea）是脊索动物门被囊動物（尾索动物）亚门海鞘纲的总称，生活於海水中，在全世界已發現二千八百多种海鞘
。常见的海鞘有：玻璃海鞘、有柄海鞘、拟菊海鞘等。有種海鞘又称海中凤梨、海凤梨或海菠蘿，因其外型像凤梨而得称。在中国山东省沿海一带也將海鞘俗称為海奶子。

## 生物特性
海鞘分為獨立或者群聚生活的不同類型。獨立生活的海鞘身体呈现壶型或囊型，其体壁即为包藏器官的外套膜（mantle），其体壁可向外分泌被囊（tunic），其中含有被囊素（tunicin），有學者指出被囊素是包含纖維素與其他生物大分子的聚合體。
獨立型海鞘身体顶部有两个相距不远的水孔，一為入水口，另一為出水口。海鞘是以过滤浮游生物和有机物颗粒为生。一旦遇到刺激会通过收缩挤压身体里的水向外喷出，以达到退敌的目的。
海鞘属于雌雄同体，其繁殖方式有两种。其中一种是异体受精的繁殖方式。雌体排出卵子到水中，经过异体雄体排出精子受精后，发育为受精卵。受精卵孵化成幼体后能自由活动，一旦遇到附着物便会附着在上面，开始发育。幼体的尾部逐渐消失。其主要的脊索和神经索部分器官完全消失，只保留其中的一个神经节。然后逐渐发育成熟。还有一种是同体发芽繁殖方式，海鞘成体长出新的繁殖芽，脱落后附着到新的附着物上，重新成长为新的单独个体。所以有些人误认为是植物。
海鞘具有天然的控制繁殖数量的能力。
包含海鞘的被囊動物亞門为脊索动物基群，近期研究發現，被囊動物是脊椎動物的姊妹群，而頭索動物亞門的文昌鱼則是脊索動物的最基群。
一些海鞘会附着（生物附著）在船体上，增加船体底部突起，降低船体的流线型，导致船速降低、燃料耗用增加。在航海者眼里并不受欢迎。

## 棲息地
由于海鞘喜欢寒冷的环境，主要生存的地区都在寒带或温带，热带地区较少并且身形也较小。

## 食用
日本與南韓有養殖海鳳梨（Halocynthia roretzi）食用，在日本被當作一種刺身。在智利沿海，生長在礁石上的智利腕海鞘（Pyura chilensis）被大量採集食用，並出口外銷。

## 医学价值
在现今的研究中海鞘有许多的医学价值。
新华社引述《读卖新闻》报道，日本东北大学研究生院教授宫泽阳夫等发现，海鞘含有缩醛磷脂，能有效的治疗阿茲海默症；
而時任犹他大学助理教授艾里克·施密特（Eric W. Schmidt）所领导的研究小组亦通过基因组分析证实了海鞘的一種原綠菌共生菌的一組基因能夠生成一種能治疗癌症的輪狀八胜肽。
海鞘的可食用部分含有多种氨基酸、矿物元素和脂肪酸对人体有相当大的益处。